# Раколупи
Раколупи (пол. Rakołupy) — село в Польщі, у гміні Лісневичі Холмського повіту Люблінського воєводства. Населення — 114 осіб (2011).

## Історія
1564 року вперше згадується православна церква в селі.
За даними етнографічної експедиції 1869—1870 років під керівництвом Павла Чубинського, у селі здебільшого проживали греко-католики, які розмовляли українською мовою.
У 1921 році село входило до складу гміни Раколупи Холмського повіту Люблінського воєводства Польської Республіки.
1944 року польські шовіністи вбили в селі 4 українців.
У 1975—1998 роках село належало до Холмського воєводства.

## Населення
За офіційним переписом населення Польщі 1921 року в селі налічувалося 37 будинків та 254 мешканці, з них:
- 122 чоловіки та 132 жінки;
- 150 православних, 37 римо-католиків, 67 юдеїв;
- 143 українці, 44 поляки, 67 євреїв.

Демографічна структура станом на 31 березня 2011 року:
|          | Загалом | Допрацездатний вік | Працездатний вік | Постпрацездатний вік |
| -------- | ------- | ------------------ | ---------------- | -------------------- |
| Чоловіки | 58      | 12                 | 43               | 3                    |
| Жінки    | 56      | 11                 | 31               | 14                   |
| Разом    | 114     | 23                 | 74               | 17                   |